# Reborn in Pain
Reborn In Pain – drugi album studyjny polskiej grupy muzycznej Devilyn. Wydawnictwo ukazało się w 1998 roku nakładem wytwórni muzycznej Listenable Records. Nagrania zostały zarejestrowane pomiędzy październikiem a listopadem 1998 roku w Studio Spaart w Boguchwale. Płyta była promowana teledyskiem zrealizowanym do tytułowego utworu.

## Lista utworów
Opracowano na podstawie materiału źródłowego.
| Nr  | Tytuł utworu                     | Słowa | Muzyka            | Długość |
| --- | -------------------------------- | ----- | ----------------- | ------- |
| 1.  | „Reborn in Pain”                 | Novy  | Bony, Kuba, Peter | 04:28   |
| 2.  | „Scoff”                          | Novy  | Bony, Peter       | 04:28   |
| 3.  | „Messiah for the Blind Fools”    | Novy  | Bony, Kuba        | 03:25   |
| 4.  | „Dead's Prayer”                  | Novy  | Bony              | 04:32   |
| 5.  | „Banished of Alive”              | Novy  | Bony              | 04:10   |
| 6.  | „Song of Suffer”                 | Novy  | Bony, Peter       | 03:50   |
| 7.  | „Final Truth”                    | Novy  | Bony              | 05:39   |
| 8.  | „Darkness Feller”                | Novy  | Bony              | 04:29   |
| 9.  | „Your Fear, My Power”            | Novy  | Bony              | 04:14   |
| 10. | „Without Mercy, Without Glory”   | Novy  | Bony, Novy        | 04:27   |
| 11. | „To Be Awaken in the Nightmares” | Novy  | Bony, Kuba        | 04:30   |
|     |                                  |       |                   | 48:12   |

## Twórcy
Opracowano na podstawie materiału źródłowego.
| - Novy - gitara basowa, wokal prowadzący - Bony - gitara rytmiczna, gitara prowadząca - Peter - gitara rytmiczna, gitara prowadząca | - Kuba - perkusja - Bogdan Nowak - inżynieria dźwięku - Julita Emanuiłow - mastering |